# Calymperes motleyi
Calymperes motleyi är en bladmossart som beskrevs av Mitten in Dozy och Molkenboer 1856. Calymperes motleyi ingår i släktet Calymperes och familjen Calymperaceae. Inga underarter finns listade i Catalogue of Life.